# Гундорина, Мария
Мария Гундорина (англ. Maria Goundorina; род. 1978) — российская музыкант, дирижёр.

## Биография
Родилась 27 апреля 1978 года в городе Новосокольники Псковской области.
Уже в возрасте семи лет Мария начала петь в детском хоре. По окончании школы училась в музыкальном училище имени М. М. Ипполитова-Иванова, ныне Государственный музыкально-педагогический институт имени М. М. Ипполитова-Иванова (класс дирижирования Л. А. Красавиной) и Московскую государственную консерваторию (класс профессора Б. Г. Тевлина). Затем прошла трехлетний курс (2002—2005 годы) на факультете музыкальных наук Венского университета, где ей была присуждена степень магистра. С 2005 по 2008 год продолжила обучение хоровому дирижированию в Стокгольме в Королевской высшей музыкальной школе (класс профессора Андерса Эби).
Мария Гундорина работает хоровым дирижёром в Швеции. Руководила академическим мужским хором Västgöta nations manskör в Уппсале, а также Вокальным ансамблем Уппсалы. С января 2010 года руководит хором Уппсальского университета Allmänna Sången, став 27-м по счёту дирижёром этого коллектива с момента его основания в 1830 году. С осени 2014 года она также работает дирижёром хора в Стокгольмской эстетической средняя школа. Гастролирует пот всему миру, в том числе посещает Россию.
Гундорина — участница международных конкурсов: в 2004 году вышла в финал и получила звание лауреата Международного конкурса хоровых дирижёров в Вене, в 2009 году стала одним из трёх финалистов престижного международного конкурса хоровых дирижёров имени Эрика Эриксона. В 2007 году Мария была удостоена стипендии Эрика Эриксона, в 2009 году она стала одним из финалистов международного конкурса дирижёров The Eric Ericson Award.
Кроме музыкальной деятельности занимается педагогической — преподаёт на различных курсах и проводит мастер-классы по дирижированию и хоровому пению в Австрии и Швеции. Сотрудничала с такими известными дирижёрами, как Мартин Хазельбёк, Эрвин Ортнер, Клаудио Аббадо, Николаус Арнонкур.